# Адебайо, Диран
Диран Адебайо, собственно Олудиран Адебайао (англ. Diran Adebayo, Oludiran Adebayo; род. 30 августа 1968, Лондон) — английский писатель нигерийского происхождения (его предки — из народности йоруба).

## Биография
Вырос в многокультурной северной части Лондона. По выигранной стипендии учился в Малвернском колледже (Вустершир), окончил юридический факультет Оксфордского университета. Работал репортером в газете The Voice, на радио и телевидении Би-би-си. Дебютировал автобиографическим романом Разновидность чёрного (1996), имевшим успех и получившим несколько крупных премий. Вел колонку в газете New Nation, постоянно печатается в газетах The Guardian, The Independent, журнале The New Statesman. Написал сценарий документального фильма Out of Africa для телевидения Би-би-си (2005). Составил несколько антологий современной прозы Великобритании и стран Британского содружества. Работает над третьим романом.
Живёт в Лондоне. Его старший брат — писатель, журналист, радиоведущий, кавалер ордена Британской империи Дотун Адебайо (р.1960).

## Романы
- Разновидность чёрного/ Some Kind of Black (1996, переизд. 1997; Saga Prize, лучший роман года по оценке Author’s Club, премия Гильдии писателей новому автору года, премия Бетти Траск, длинный список Букеровской премии)
- Мои жили-были/ My Once Upon a Time (2000)

## Признание
Член Королевского литературного общества, Национального художественного совета. В 2003 газета Evening Standard назвала писателя одним из 100 наиболее влиятельных жителей Лондона.